# Saint-Séverin-sur-Boutonne
Saint-Séverin-sur-Boutonne är en kommun i departementet Charente-Maritime i regionen Nouvelle-Aquitaine i västra Frankrike. Kommunen ligger  i kantonen Loulay som ligger i arrondissementet Saint-Jean-d'Angély. År 2022 hade Saint-Séverin-sur-Boutonne 93 invånare.

## Befolkningsutveckling
Antalet invånare i kommunen Saint-Séverin-sur-Boutonne
Referens:INSEE